# Gorące lato w mieście / Nie kłam
Gorące lato w mieście / Nie kłam – to pierwszy singiel polskiego zespołu ska Vespa. Singiel wydany w 2007 przez Chujnia Records.
Krążek promuje płytę Potwór

## Lista utworów
1. Gorące lato w mieście
2. Nie kłam

## Skład
- Alicja - saksofon tenorowy, wokal
- Maciek - gitara, drugi wokal
- Szymon a.k.a. "Porek" - trąbka
- Krzaq - gitara basowa, drugi wokal
- Nosek - perkusja
- Waldek - puzon, wokal